# 국도 제4호선 (핀란드)
국도 제4호선(핀란드어: Valtatie 4, 스웨덴어: Riksväg 4)은 헬싱키에서 우츠요키까지 이어주는 총 연장 1,295 km의 거리를 가진 핀란드의 국도이다. 그러나 이 국도는 핀란드의 국도 전체 노선 중 최장거리 노선으로 기록되어 있다. 그러나 종주하고 있는 주요 경유 도시를 살펴 보면 에로타야와 헬싱키를 사이에 이어주고 있지만 중간에는 사미 교와 우츠요키가 각각 경유한다. 그리고 해당 도로는 유럽 고속도로 75호선의 일부이자 TERN의 일부로 이루어져 있다.

## 주요 경유지
해당 도로의 주요 경유지는 헬싱키 - 라흐티 - 헤이놀라 - 이위배스퀼래 - 애네코스키 - 오울루 - 케미 - 로바니에미 - 소단퀼래 - 이발로 - 이나리 - 우츠요키 등이 있다. 그러나 해당 간선도로의 총 연장 중 약 200 km가 고속도로로 이루어져 있다.

## 갤러리

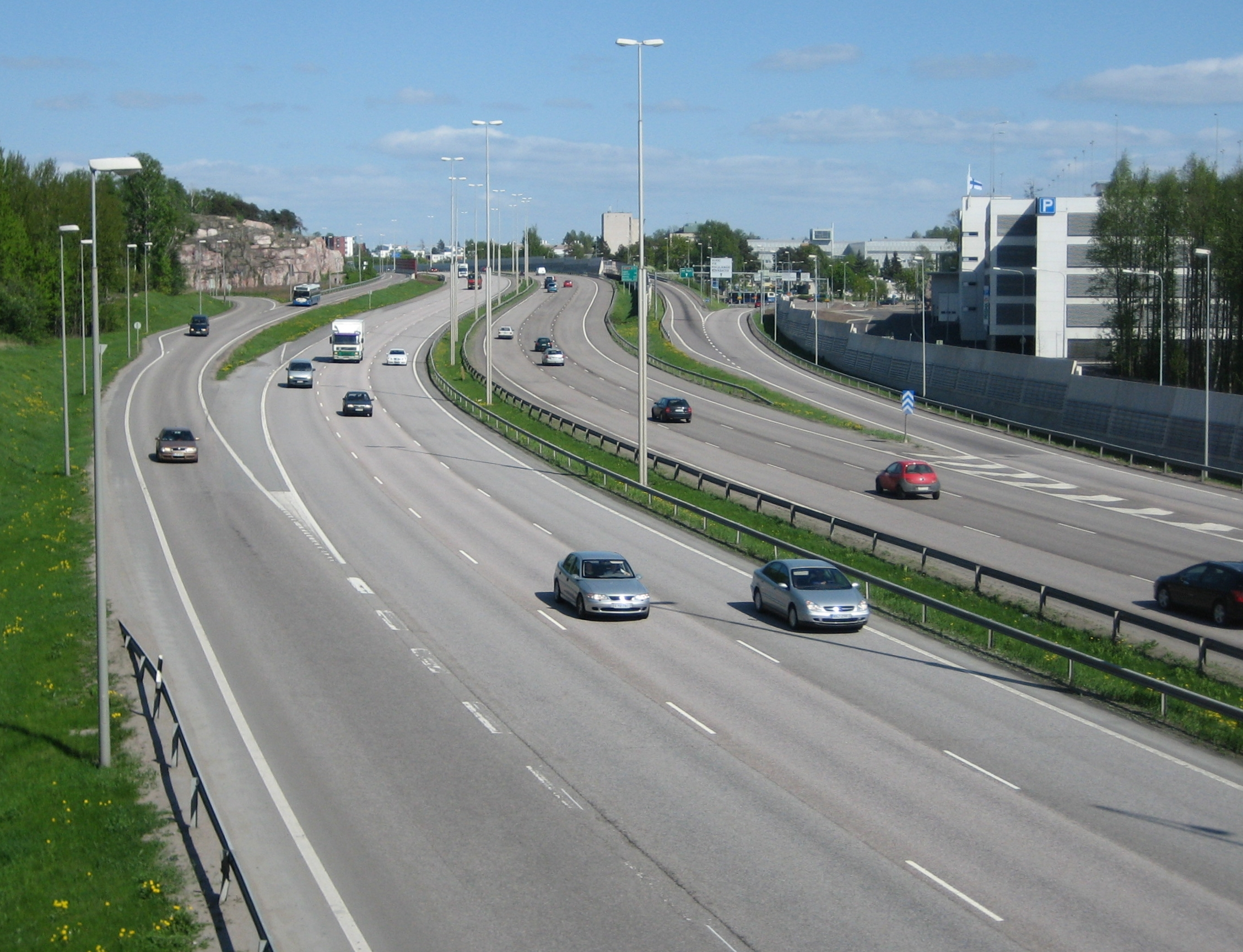
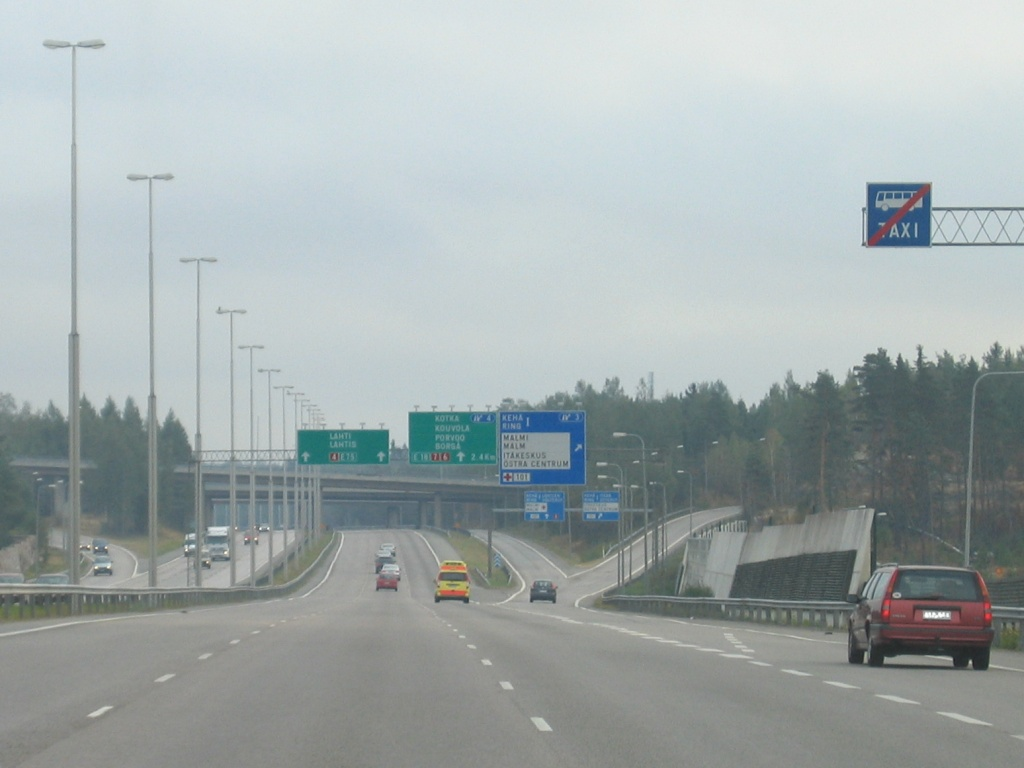
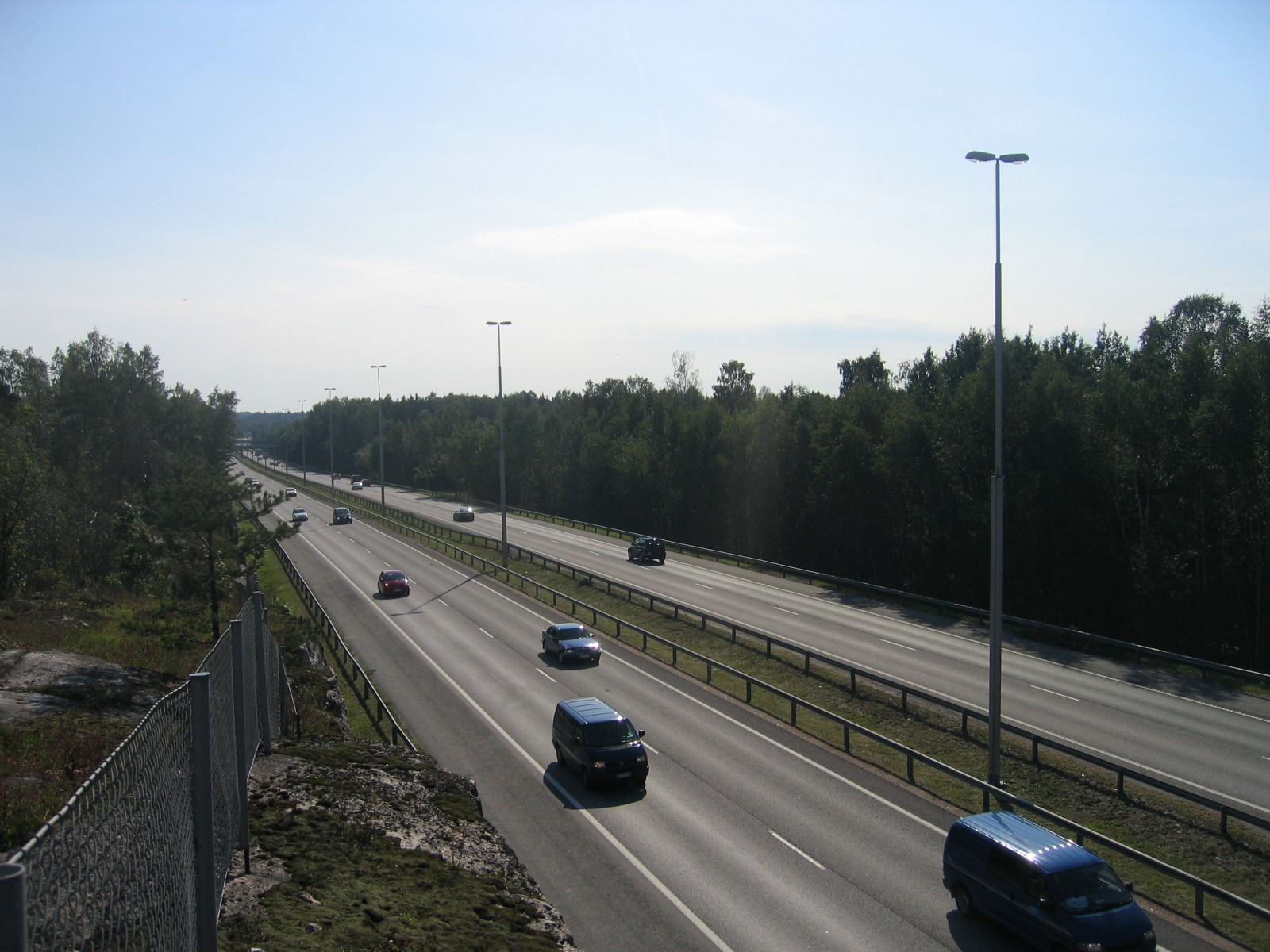
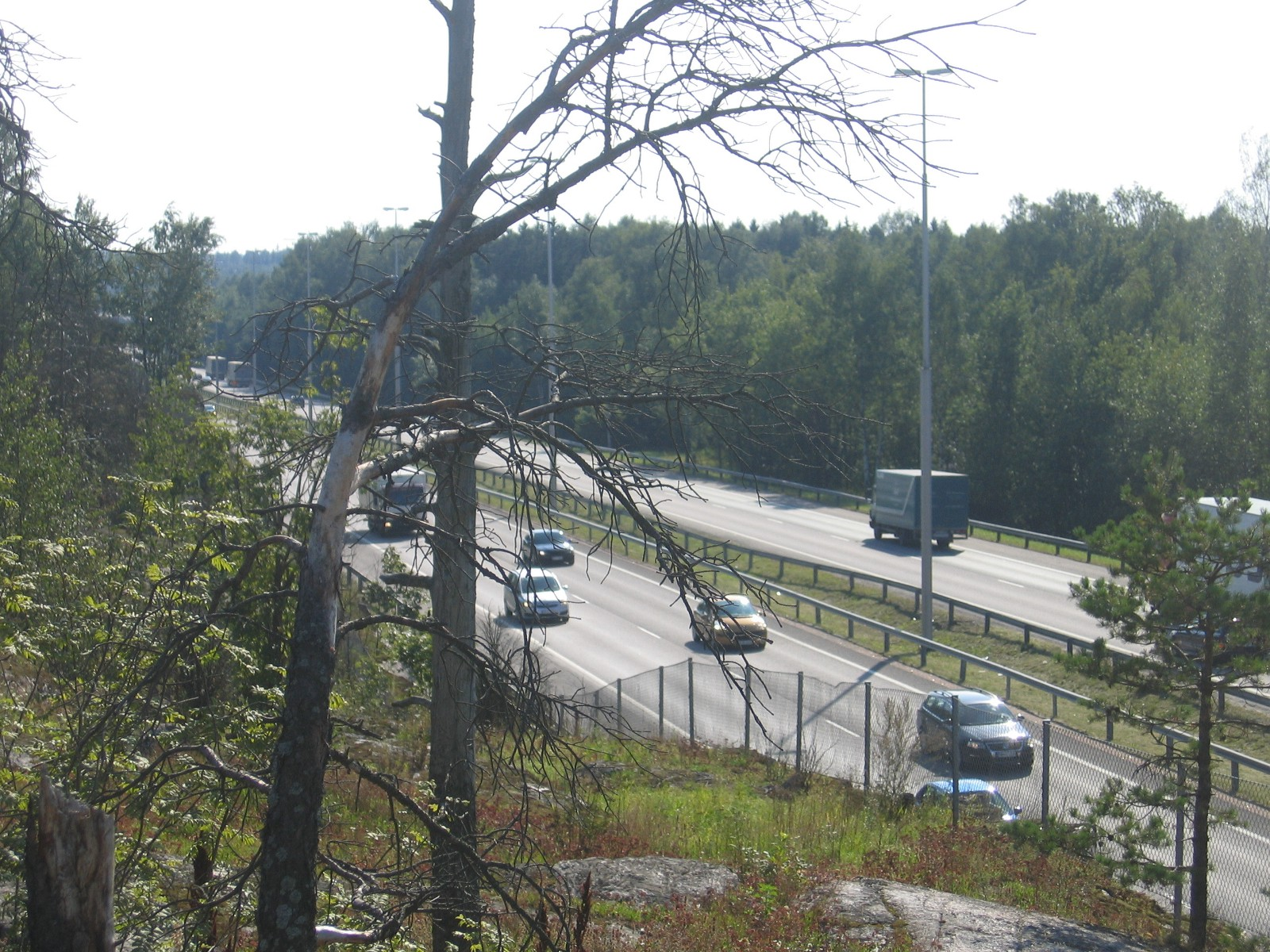
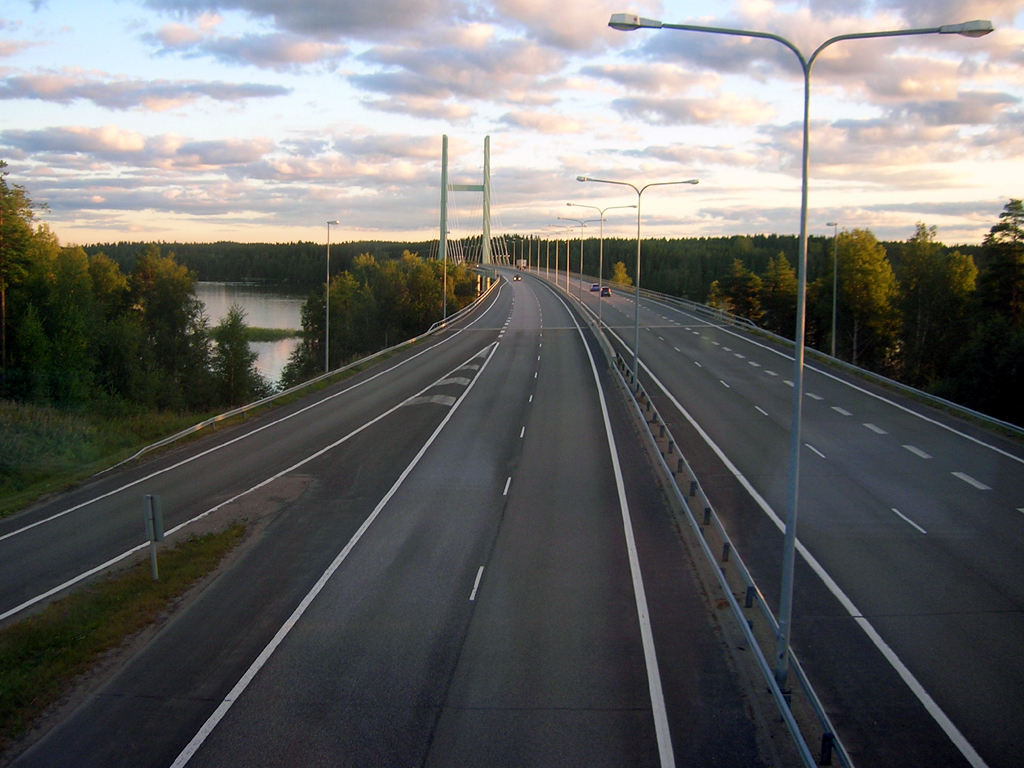
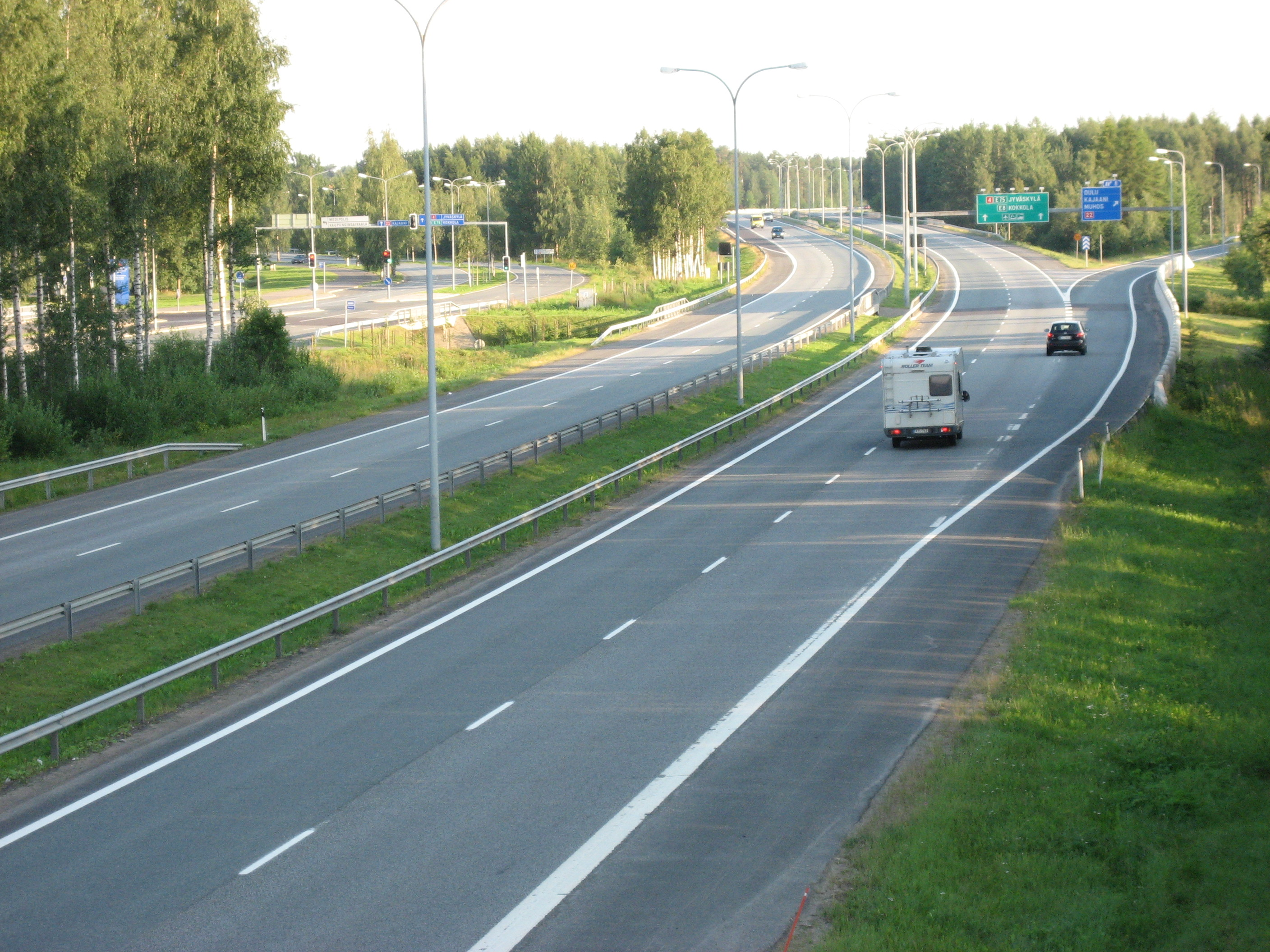
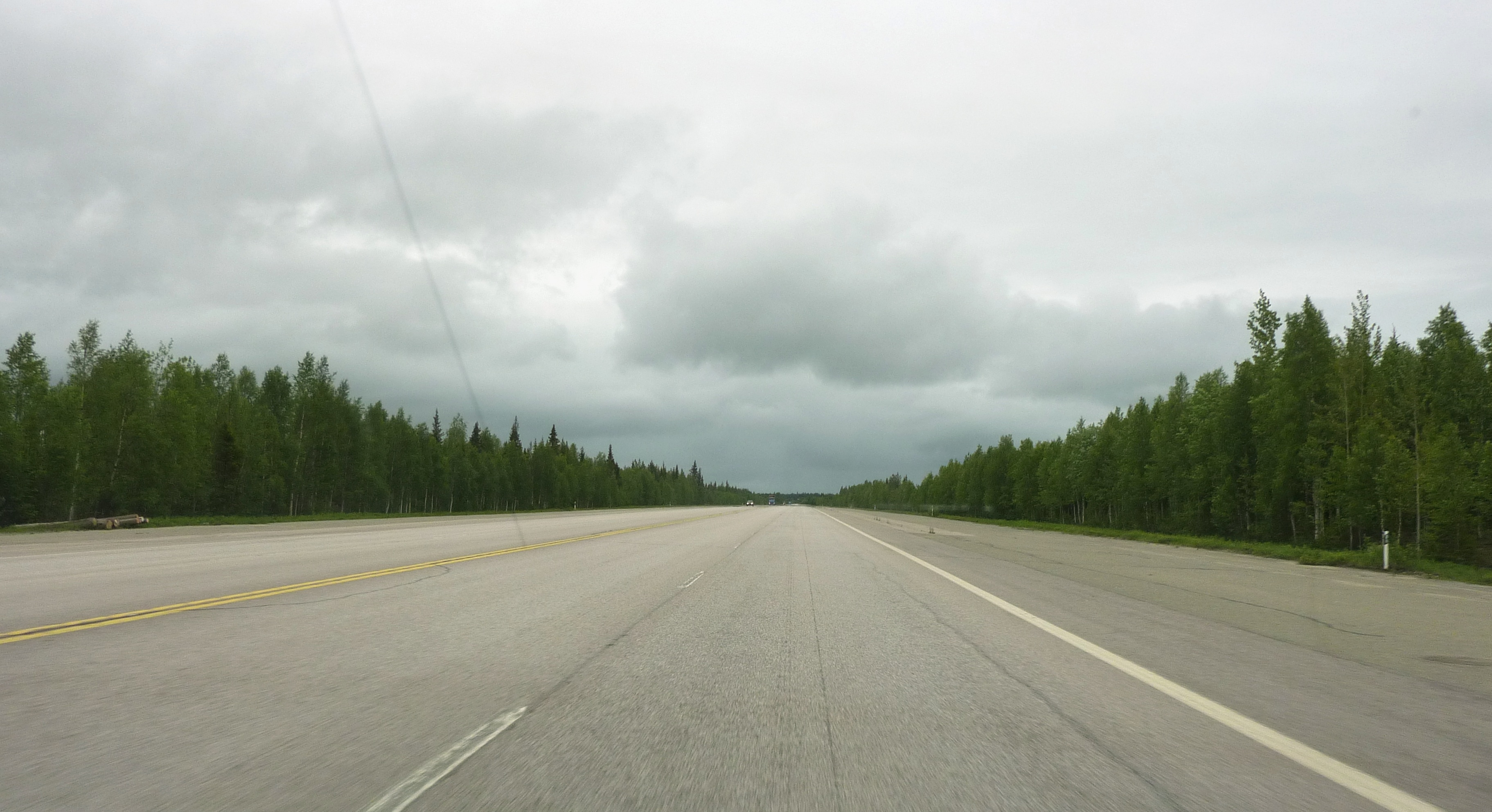
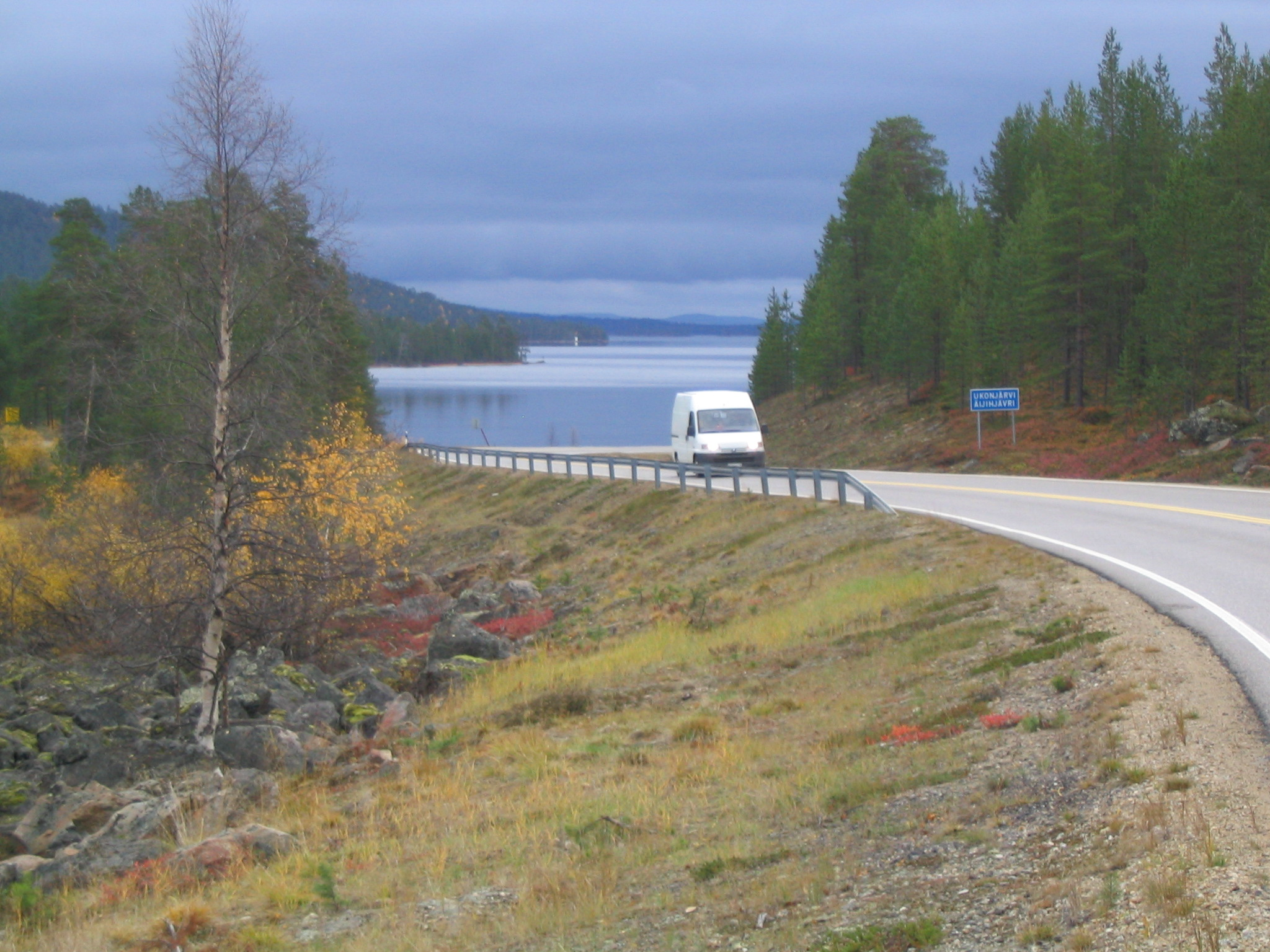
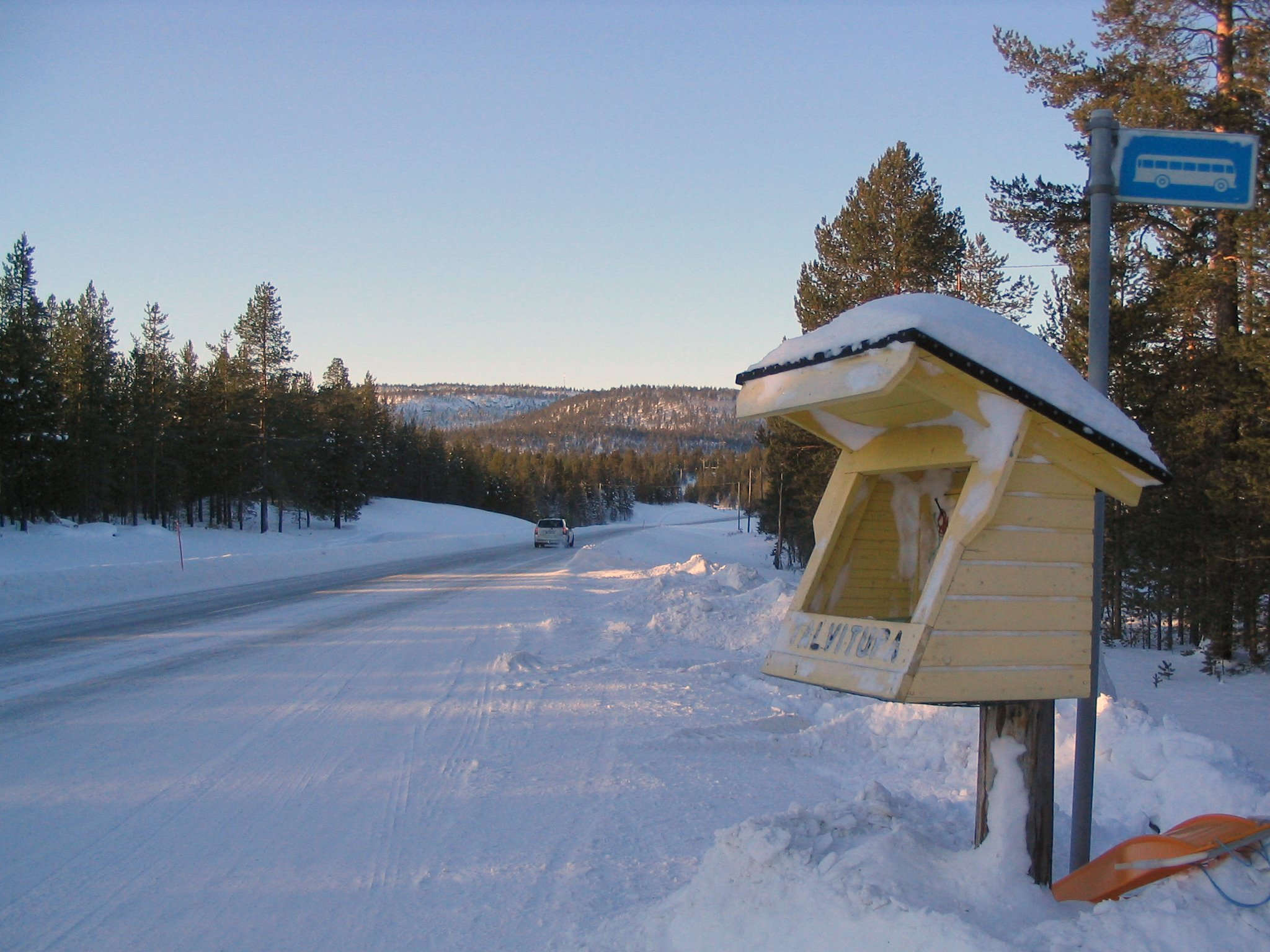
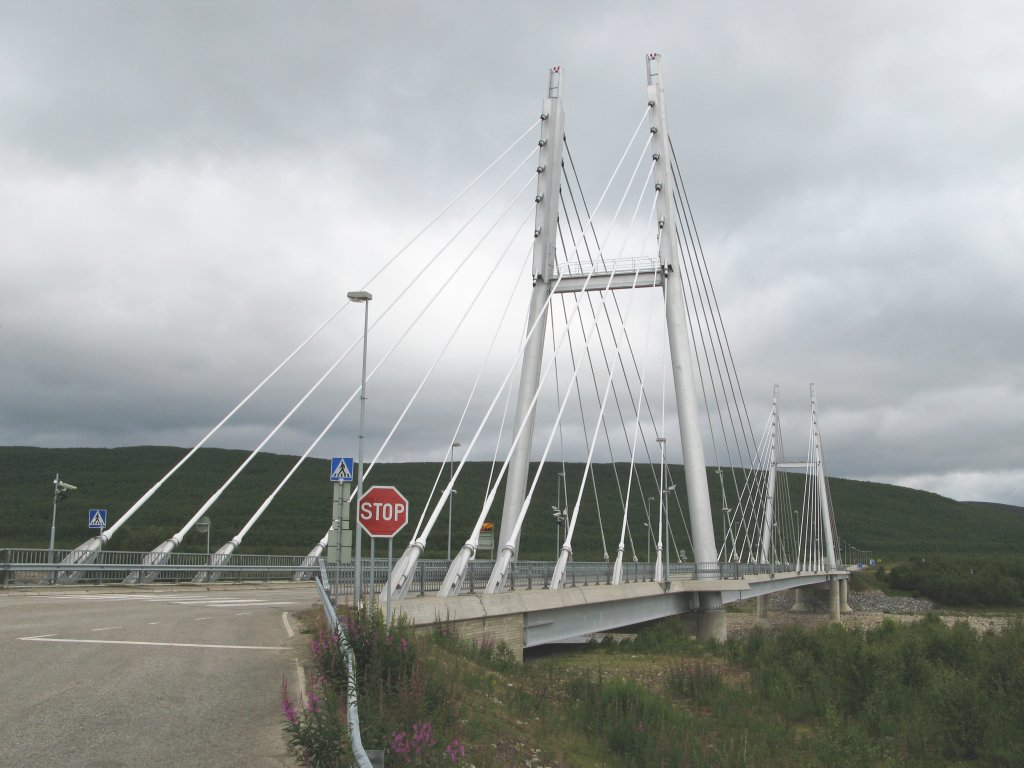